# Kyllburg (Burg)
Die Kyllburg ist eine teilweise erhaltene Höhenburg auf dem Kyllberg in der Stadt Kyllburg im Eifelkreis Bitburg-Prüm in Rheinland-Pfalz.

## Geschichte
Ab 1239 wurde durch den Trierer Erzbischof Theoderich zum Schutz des Trierer Erzbistums gegen die Dynasten von Malberg die Kyllburg erbaut und wenig später in die Befestigung des Ortes einbezogen.
Zur Aufbringung der Kosten dieses Burgbaus verkaufte Erzbischof Theoderich die durch den Tod der Agnes von Malberg heimgefallenen Lehen zu Roßporten unter Zustimmung seines Trierer Domkapitels für 200 Pfund an das Kloster St. Thomas an der Kyll.
Theoderichs Nachfolger Arnold II. umgab im Jahre 1256 die Burg und die anliegenden Häuser mit einer festen Mauer. Mit dem Abt Jofrid von Prüm schloss er am 16. August 1256 einen Vertrag wegen ihrer beiderseitigen Befestigungsbauten.

## Beschreibung
Der aus der Gründungszeit stammende quadratische, über 23 Meter hohe fünfgeschossige Bergfried, heute mit Aussichtsplattform, auf der Südseite ist vollständig erhalten. Der an den östlichen Ringmauerabschnitt angelehnte Palas wurde Ende des 16. Jahrhunderts, die Wirtschaftsgebäude am Nordrand des Hofes 1764 neugebaut. Um 1840 wurden die früheren Stallungen zwischen Bergfried und Straße zu einem Schulhaus umgebaut und 1911 der Palas für einen größeren Schulneubau abgebrochen. Die baufälligen Wirtschaftsgebäude aus dem 18. Jahrhundert wurden nach dem Zweiten Weltkrieg ersatzlos abgerissen. In der Burg soll sich auch die Folterkammer des Hochgerichts Kyllburg, und zwar unter dem Schulhaus befunden haben. Sie hat gewiss in den Hexenprozessen des ausgehenden Mittelalters eine Rolle gespielt und dem Inquisitor und der Wut des Volkes gedient.

Burg Kyllburg
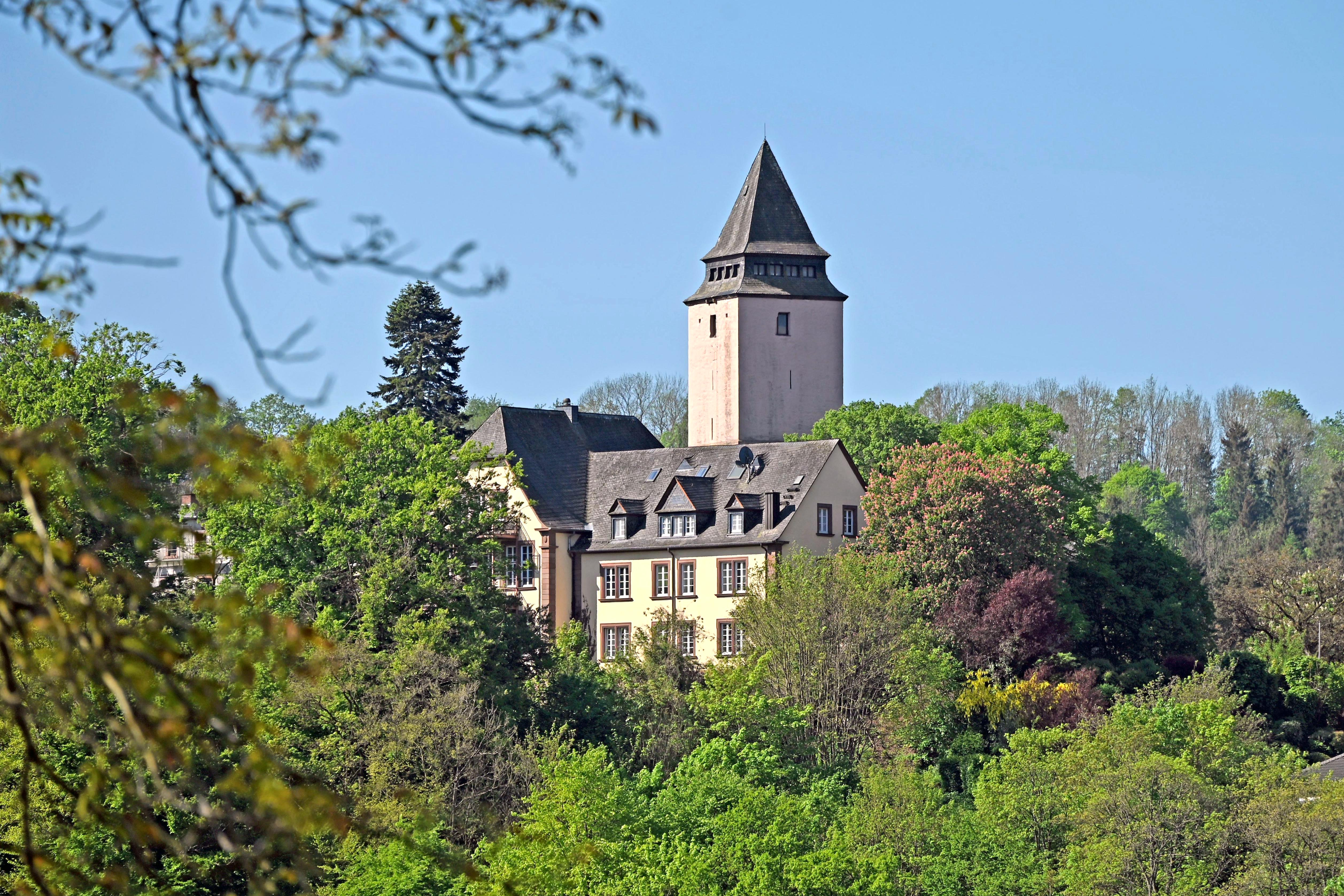
Burg Kyllburg von Nordosten
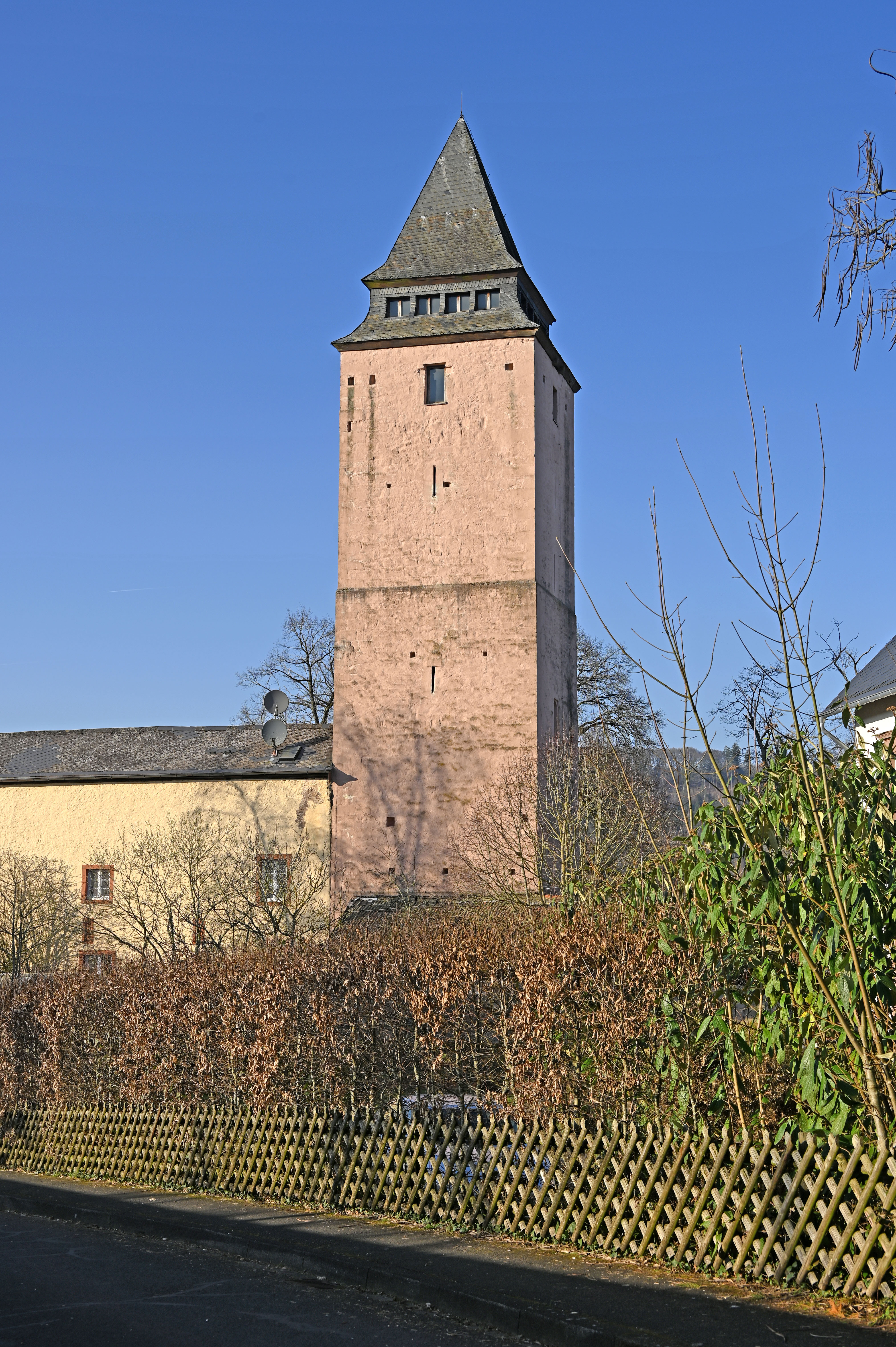
Bergfried, 30 m
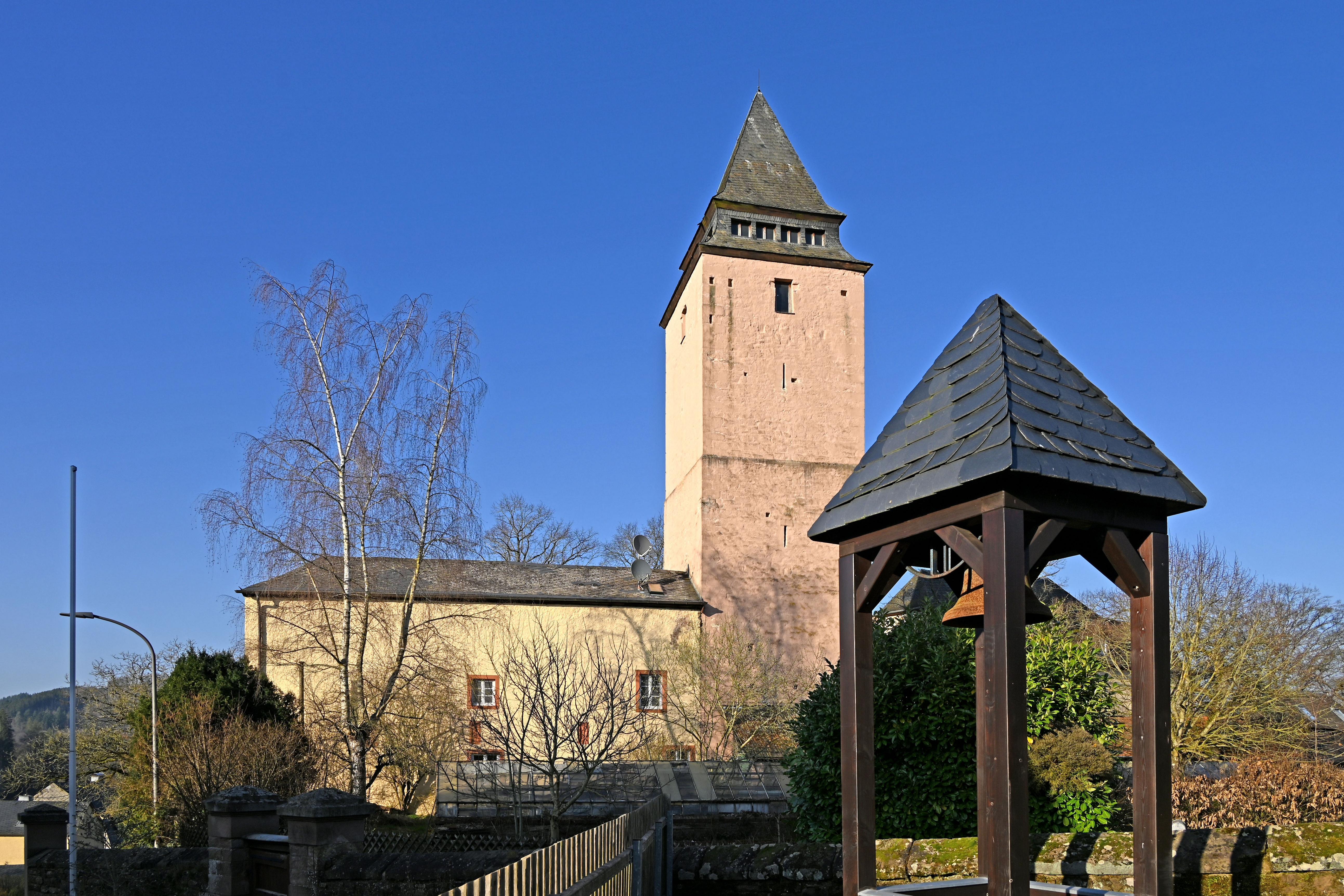
Burg Kyllburg
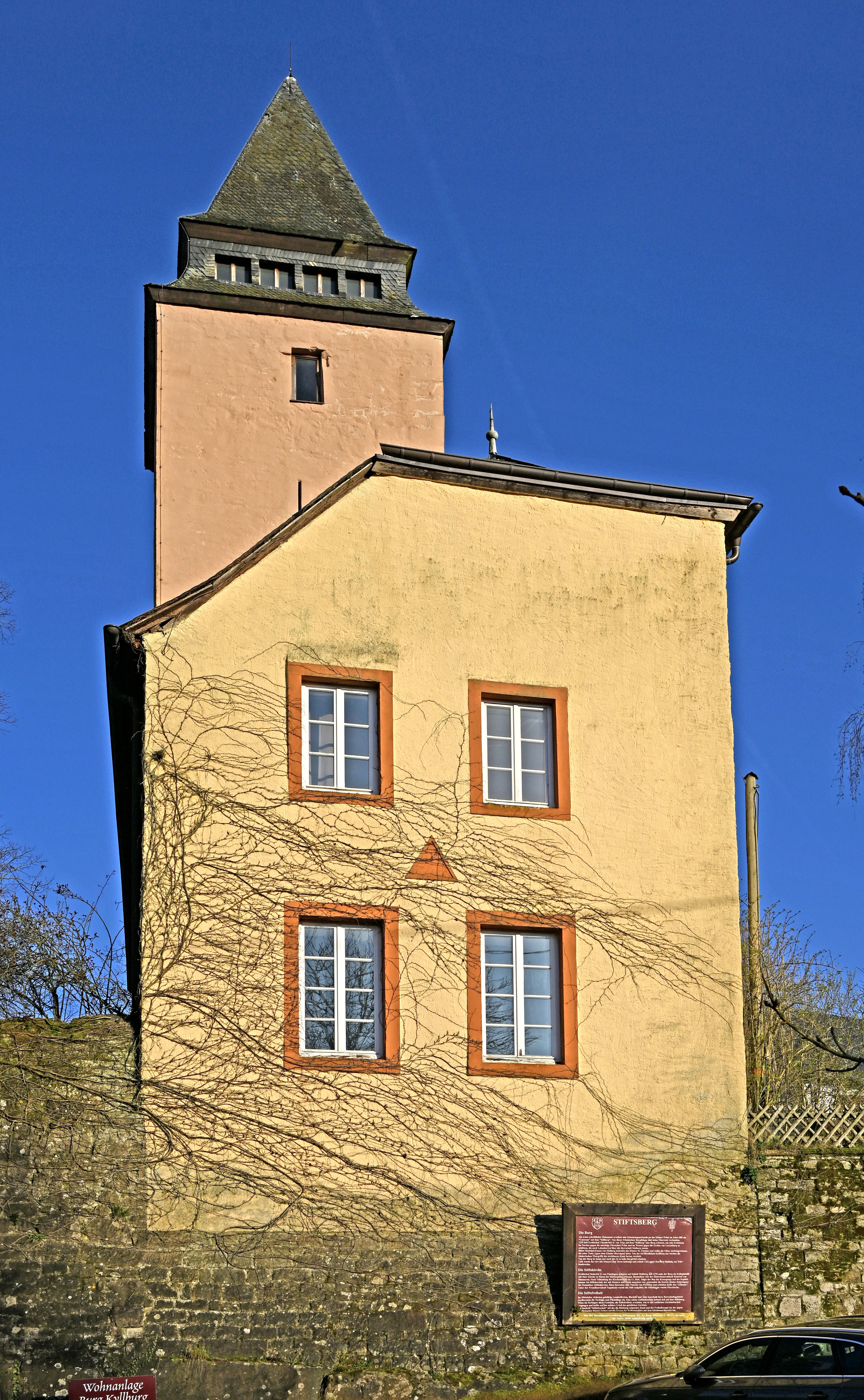
Westseite
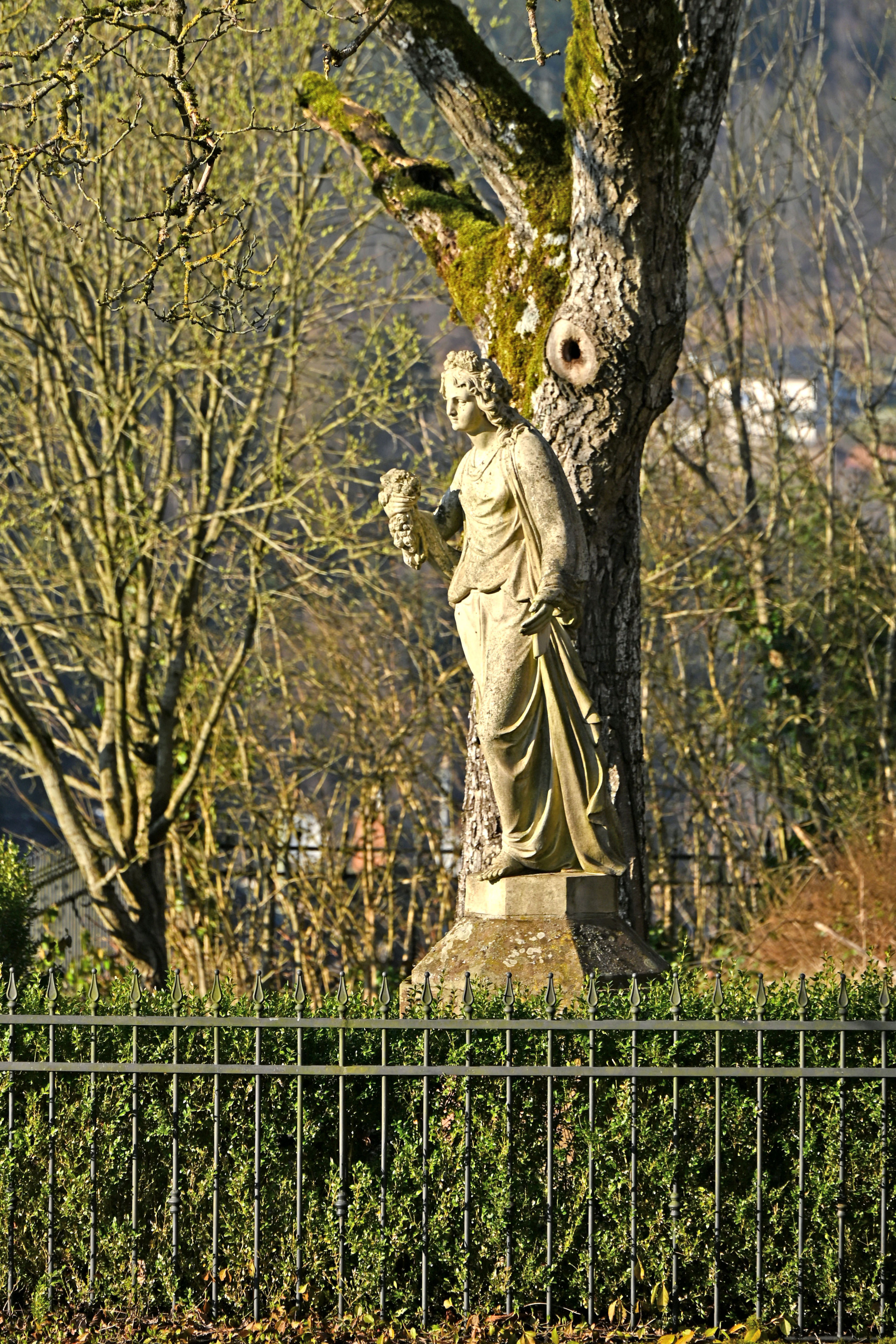
Statue im Park
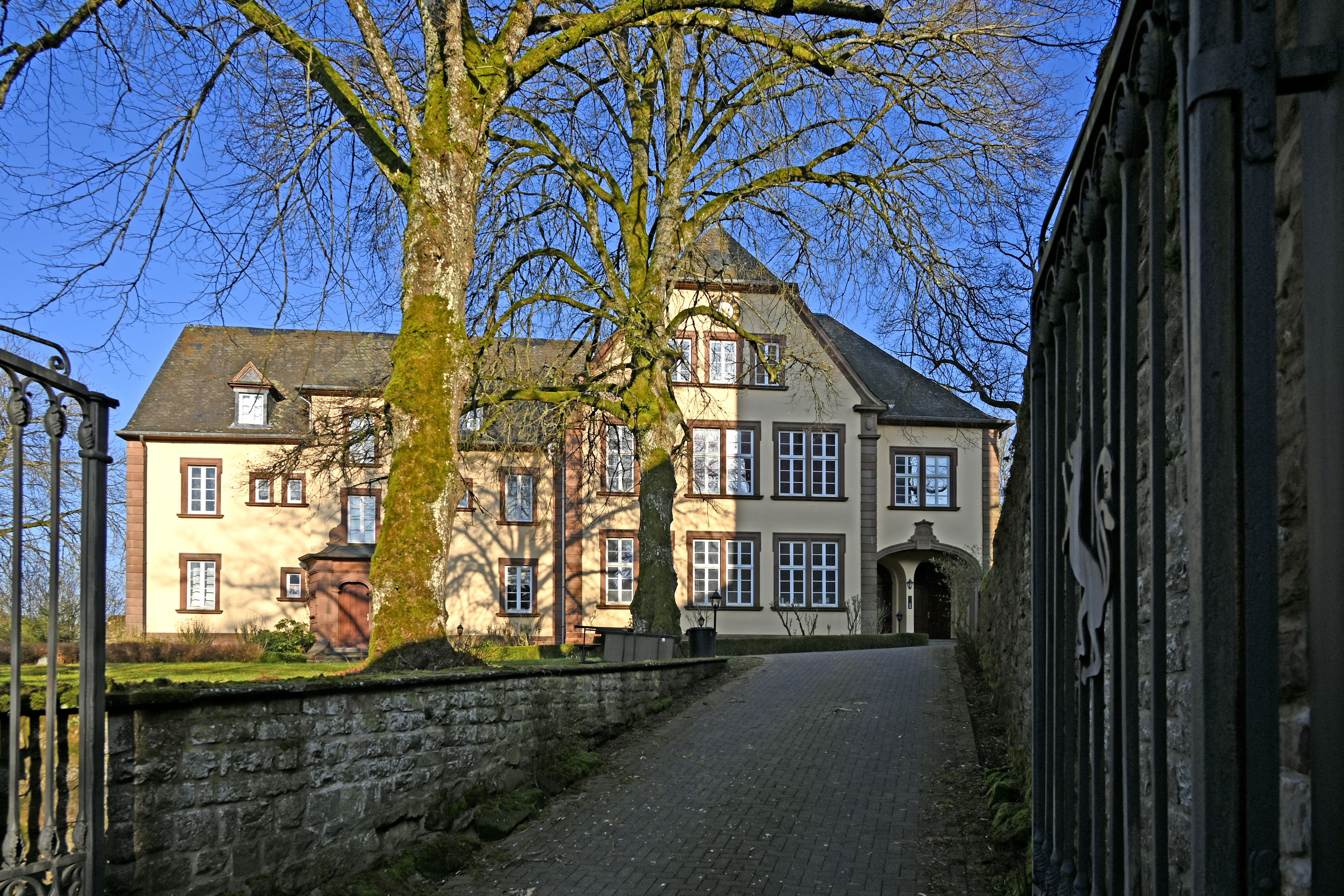
Burg Kyllburg

Heute befindet sich die Burganlage in Privatbesitz.